# Nazionale maschile di rugby a 15 della Norvegia
La nazionale di rugby XV della Norvegia (nor. Norges herrelandslag i rugby union) è la selezione di rugby XV che rappresenta la Norvegia in ambito internazionale.
La Norvegia partecipa regolarmente al Campionato europeo per Nazioni di rugby, dove è attualmente inserita nella 2ª divisione poule C. 

La Norvegia, assieme alla Danimarca ed alla Svezia ha giocato il primo torneo Viking Tri Nations tra Aprile ed Ottobre 2011.